# Бої за Попасну
Бої за Попасну та Золоте в Луганській області України тривали з лютого до червня 2022 року під час російського повномасштабного вторгнення.
Алчевсько-Кадіївська агломерація включає низку міст: Кадіївка, Первомайськ, Голубівка (колишній Кіровськ), Брянка, Алчевськ, які з 2014 року контролювалися російськими силами. У цьому регіоні точилися тривалі позиційні бої у 2014—2021 роках.
Після російського вторгнення українські війська 8 травня 2022 року відійшли від Попасної, місто опинилось під російською окупацією.

## Передумови
В районі Алчевсько-Стаханівської агломерації у 2014—2021 роках тривали затяжні позиційні бої в ході війни на сході України.
Агломерація включає низку міст: Кадіївка (колишній Стаханов), Первомайськ, Голубівка (колишній Кіровськ), Брянка, Алчевськ, вони всі з 2014 року контролювалися проросійськими силами, переважно казачими угрупованнями. Українські війська утримували ряд населених пунктів навколо агломерації — місто Попасна та село Троїцьке на заході, та місто Гірське і селище Новотошківське на півночі.

## Перебіг подій
1 квітня з'явилась інформація про знищення одного Мі-28 російських окупантів неподалік Попасної. Пара вертольотів виконувала стрільбу некерованими ракетами з кабрування (так званий «танок страху») одразу після чого в хвостову балку другого вертольоту прилетіла ракета з ПЗРК, відірвавши йому хвіст.
11 квітня українські війська відбили атаку під Золотим.
21 квітня у Попасній було знищено загін найманців з Сирії та Лівії.
На той час росіянам вдалось захопити половину міста, точились запеклі вуличні бої, артилерійські обстріли.
25 квітня 2022 російські війська взяли Новотошківське, у зв'язку з чим ЗСУ були змушені перегрупуватися і розвернутися західніше. Далі загарбники захопили Світличне, Нижнє і вийшли до Тошківки.
30 квітня частину Попасної продовжували контролювати російські окупанти.
8 травня голова Луганської ОВА Сергій Гайдай підтвердив окупацію Попасної російськими військами, після більш ніж трьох місяців оборони.
За інформацією голови Луганської ОВА Сергія Гайдая 1 червня на околицях Попасної йшли бої з окупантами.
5 червня у селищі Миколаївка поблизу Попасної було ліквідовано генерал-майора ЗС РФ Романа Кутузова.
Після Попасної російські війські захопили Комишуваху і Врубівку. Тому 19 червня, коли відбувся прорив ворога у Тошківці, перед ЗСУ постало питання залишення Золотого через загрозу оточення. 20 червня командуванням було віддане розпорядження українським військам відходити через Гірське. У Тошківці російські війська зайняли кругову оборону біля терикону, фактично перегородивши центральну трасу, якою українським бійцям підвозили допомогу.
21 червня українські війська відійшли від Золотого. Під час відходу із Золотого ЗСУ зайняли оборону на околицях Гірського. Це був підготовчий етап виходу в бік Лоскутівки — Лисичанська. За словами голови Луганської ОВА Сергія Гайдая, українські військові виходили вночі у кілька етапів, у період з 20:00 21 червня підрозділи вже почали помалу відтягуватися з Золотого — Гірського. Того ж дня російські війська просунулись по польових дорогах і вийшли в селище за 2 км від Лоскутівки, в результаті чого для українських військ залишався коридор лише у 4-5 км. Зрештою, у день виходу ЗСУ російські війська зайшли в Лоскутівку і кільце закрилося, проте оточення українським підрозділам вдалося уникнути.